# John Ireland (compositor)
John Nicholson Ireland (13 de agosto de 1879 – 12 de junio de 1962) fue un compositor impresionista inglés.
Nació en Bowdon, en las cercanías de Mánchester, en el seno de una familia de ascendencia escocesa de cierta distinción cultural. Sus padres fallecieron al poco tiempo de que él ingresara en el Royal College of Music a la edad de catorce años, donde estudió piano, órgano y posteriormente composición con Charles Villiers Stanford. Él mismo llegó a ser profesor del College; entre sus alumnos se cuentan Ernest John Moeran (que le admiró) y Benjamin Britten (que encontró sus enseñanzas de escaso interés). 
Fue suborganista en la Iglesia de la Santa Trinidad, en la calle Sloane, de Londres, y, con posterioridad, organista y maestro de coro en la Iglesia de San Lucas, en Chelsea. Ireland visitó con frecuencia las Islas del Canal, en cuyos paisajes se inspiró; fue evacuado de ellas poco antes de su invasión por parte de tropas alemanas durante la Segunda Guerra Mundial.
John Ireland se jubiló en 1953, residiendo en Sussex el resto de su vida.
Durante su etapa de formación y a través de la influencia de Stanford, heredó un profundo conocimiento de la música de Beethoven, Brahms y otros clásicos alemanes, pero, debido a su juventud, fue también fuertemente influenciado por Debussy y Ravel así como por las primeras composiciones de Stravinsky y Bartók. Partiendo de dichas influencias desarrolló su propia idiosincrasia dentro del llamado "Impresionismo musical inglés", más ligada a los modelos franceses y rusos que al estilo folclórico prevaleciente en la música inglesa de la época.
Como muchos otros compositores impresionistas, Ireland cultivó las formas musicales más breves, no escribiendo ni sinfonías ni óperas, si bien su Concierto para piano se encuentra entre lo mejor de su obra. Su producción incluye música de cámara y un sustancial corpus pianístico, del que The Holy Boy (El Santo Niño) es su pieza más conocida. Sus composiciones sobre poemas de A. E. Housman, Thomas Hardy, Christina Rossetti, John Masefield y Rupert Brooke constituyen un notable legado al repertorio vocal inglés. Debido a su labor en la Iglesia de San Lucas, escribió también himnos, villancicos y otros tipos de música coral religiosa; lo más conocido de esta faceta de su obra quizás sea su himno Greater Love (El mayor Amor), interpretado a menudo en servicios religiosos en memoria de víctimas de guerra. Algunas de sus composiciones, como el popular A Downland Suite, fueron completadas o vueltas a transcribir después de su muerte por su discípulo Geoffrey Bush.